# Mladen Jutric
Mladen Jutric (* 19. April 1996) ist ein österreichischer Fußballspieler.

## Karriere
Jutric begann seine Karriere beim PSV Salzburg. 2005 kam er in die Jugend des FC Red Bull Salzburg. Bei den Salzburgern spielte er später auch in der Akademie. Im März 2013 wechselte er zum Regionalligisten FC Pinzgau Saalfelden. Sein Debüt in der Regionalliga gab er im April 2013, als er am 21. Spieltag der Saison 2012/13 gegen den FC Liefering in der Startelf stand.
Nach dem Abstieg aus der Regionalliga wechselte er im Sommer 2013 zum Regionalligisten SV Seekirchen 1945. Nach drei Saisonen bei Seekirchen, in denen er über 70 Regionalligaspiele bestritt, wechselte er 2016 zum Ligakonkurrenten SV Grödig.
Zur Saison 2017/18 schloss er sich dem Zweitligisten Kapfenberger SV an. Im Juli 2017 debütierte er in der zweiten Liga, als er am ersten Spieltag der Saison 2017/18 gegen den FC Liefering in der Startelf aufgeboten wurde. Nach der Saison 2017/18 verließ er Kapfenberg.
Im Februar 2019 wechselte er nach Japan zum Zweitligisten Ehime FC. In der Saison 2019 kam er zu 13 Einsätzen für Ehime in der J2 League. Im Jänner 2020 wechselte er nach Zypern zu Doxa Katokopia. Für Doxa kam er bis zum Saisonabbruch zu vier Einsätzen in der First Division. Zur Saison 2020/21 wechselte Jutric nach Rumänien zum FC Academica Clinceni. Insgesamt kam er für Academica zu 25 Einsätzen in der Liga 1. Aufgrund finanzieller Probleme wurde das Team aber zur Saison 2022/23 in die dritte Liga versetzt. Daraufhin verließ Jutric die Rumänen.
Nach einem Jahr ohne Verein wechselte er zur Saison 2023/24 nach Bosnien und Herzegowina zum FK Zvijezda 09. Nach drei Einsätzen in der Premijer Liga verließ er Zvijezda im Jänner 2024 wieder.